# Филипп III (ландграф Гессен-Буцбаха)
Филипп III Гессен-Буцбахский (нем. Philipp III. von Hessen-Butzbach; 26 декабря 1581 год, Дармштадт — 28 апреля 1643 год) — ландграф Гессен-Буцбаха в 1609—1643 годах.

## Биография
Ландграф Филипп — сын ландграфа Георга I Гессен-Дармштадтского и Магдалены Липпской, дочери графа Бернгарда VIII Липпского. Первой супругой Филиппа стала Анна Маргарита Дипгольцская, которая в 1629 году умерла, не оставив детей. Второй супругой ландграфа Филиппа в 1632 году стала Кристина София Остфрисландская, дочь графа Энно III Остфрисландского.
После смерти отца в 1596 году его владения были поделены на три части. В Гессен-Дармштадте действовала примогенитура, и наследником Георга стал старший сын, остальные получили денежную компенсацию. В отсутствие финансовых средств младшие братья получали земли в апанаж, именовались также ландграфами, но суверенные права оставались за старшим наследником. Так, большую часть земель Георга получил старший Людвиг V. Младший Фридрих получил Гессен-Гомбург и основал гомбургскую линию Гессенского дома, а среднему Филиппу достался Буцбах.
Изначально в ландграфство Филиппа входил только город Буцбах и несколько сёл по соседству. Во время Тридцатилетней войны ландграфу Филиппу достались владения графа Сольмс-Браунфельсского, павшего в немилость у императора. В 1639 году под власть ландграфа Филиппа отошли вальдекский Иттер с замком в Фёле и прилегающие деревни, за что он был вынужден уплатить 7300 гульденов из своего годового содержания в 24 тыс. гульденов.
Новая резиденция в Буцбахе в Тридцатилетнюю войну процветала. Ландграф Филипп перестроил и увеличил свою резиденцию и заложил вокруг замка сад. Ландграф был человеком учёным и много путешествовавшим. Он говорил на восьми языках, занимался математикой и собрал ценную библиотеку. Для астрономических исследований он возвёл в Буцбахском замке обсерваторию, приобрёл астрономические инструменты и в 1618 году назначил придворным математиком и астрономом врача Даниэля Мёглинга из тюбингенской профессорской семьи. Благодаря своему увлечению астрономией ландграф Филипп поддерживал контакты с Иоганном Кеплером и Галилео Галилеем. Ещё во время своих юношеских путешествий по Италии в 1602 и 1607 годах ландграф познакомился с Галилеем и поддерживал с ним переписку. Имперский астроном Иоганн Кеплер дважды бывал в Буцбахе в июле 1621 и октябре 1627 года. Вместе с ландграфом Филиппом он вёл наблюдения за размером солнечных пятен.
Ландграф Филипп Гессен-Буцбахский умер во время потогонного лечения, предписанного ему во время пребывания на водах в Эмсе за год до этого его врачом Иоганном Шрёдером. По невнимательности у придворного брадобрея загорелся спирт, и ландграф получил серьёзные ожоги, от которых впоследствии умер. После смерти бездетного ландграфа Гессен-Буцбахского его владения вернулись в состав Гессен-Дармштадта. Замок в Буцбахе был отдан в пожизненное пользование его вдове Кристине Софии.